# Campionats del món de ciclocròs de 1962
Els Campionats del món de ciclocròs de 1962 foren la tretzena edició dels mundials de la modalitat de ciclocròs i es disputaren el 18 de febrer de 1962 a Esch-sur-Alzette, Luxemburg. La competició consistí en una única cursa masculina.

## Resultats
| Prova                | Or                    | Or      | Plata                     | Plata    | Bronze                   | Bronze   |
| Cursa elit masculina | Renato Longo · Itàlia | 54' 15" | Maurice Gandolfo · França | + 2' 31" | André Dufraisse · França | + 2' 48" |

## Classificació de la prova masculina elit
| Pos. | Ciclista               | País      | Temps    |
| ---- | ---------------------- | --------- | -------- |
|      | Renato Longo           | Itàlia    | 54' 15"  |
|      | Maurice Gandolfo       | França    | + 2' 31" |
|      | André Dufraisse        | França    | + 2' 48" |
| 4    | Roger De Clercq        | Bèlgica   | + 3' 01" |
| 5    | Charly Gaul            | Luxemburg | + 3' 49" |
| 6    | Pierre Kumps           | Bèlgica   | + 4' 04" |
| 7    | André Foucher          | França    | + 4' 05" |
| 8    | Michel Pelchat         | França    | + 4' 26" |
| 9    | Santos Ruiz            | Espanya   | + 4' 35" |
| 10   | Firmin Van Kerrebroeck | Bèlgica   | + 4' 38" |

## Medaller
| Posició | País   | Or | Plata | Bronze | Total |
| 1       | Itàlia | 1  | 0     | 0      | 1     |
| 2       | França | 0  | 1     | 1      | 2     |